# Титон (окръг, Айдахо)
Вижте пояснителната страница за други значения на Титон.
Окръг Титон (на английски: Teton County) е окръг в щата Айдахо, Съединени американски щати. Площ 1167 km² (0,54% от площта на щата, 43-то място по големина). Население – 11 381 души (2017), 0,6% от населението на щата, гъстота 9,8 души/km². Административен център град Дригс.
Окръгът е разположен в източната част на щата. На изток граничи с щата Уайоминг, а на юг, запад и север със следните окръзи: Бонвил, Мадисън и Фримонт. Релефът е планински, като западната и югозападната част е заета от хребета Снейк Ривър с връх ( Пайни 2749 m). От изток на запад, а след това на север протича река Титон, ляв приток на Камас Крийк, която е десен приток на Снейк.
Най-голям град в окръга е административният център Дригс 1660 души (2010 г.).
През окръга не преминават междущатски магистрали и междущатски шосета.
Окръгът е образуван на 26 януари 1915 г. и е наименуван по името на близкия планински масив Титон, разположен на изток от окръга, на територията на щата Уайоминг.